# Hrabia Harrowby

## Informacje ogólne
- Tytuł hrabiego Harrowby został kreowany w parostwie Zjednoczonego Królestwa w 1809 r. dla Dudleya Rydera, 2. barona Harrowby
- Dodatkowymi tytułami hrabiego Harrowby są:
  - wicehrabia Sandon
  - baron Harrowby
- Najstarszy syn hrabiego Harrowby nosi tytuł wicehrabiego Sandon
- Rodową siedzibą hrabiów Harrowby jest Sandon Hall w hrabstwie Staffordshire

Baronowie Harrowby 1. kreacji (parostwo Wielkiej Brytanii)
- 1776–1803: Nathaniel Ryder, 1. baron Harrowby
- 1803–1847: Dudley Ryder, 2. baron Harrowby

Hrabiowie Harrowby 1. kreacji (parostwo Zjednoczonego Królestwa)
- 1809–1847: Dudley Ryder, 1. hrabia Harrowby
- 1847–1882: Dudley Ryder, 2. hrabia Harrowby
- 1882–1900: Dudley Francis Stuart Ryder, 3. hrabia Harrowby
- 1900–1900: Henry Dudley Ryder, 4. hrabia Harrowby
- 1900–1956: John Herbert Dudley Ryder, 5. hrabia Harrowby
- 1956–1987: Dudley Ryder, 6. hrabia Harrowby
- 1987–2007: Dudley Danvers Granville Coutts Ryder, 7. hrabia Harrowby
- 2007 -: Dudley Adrian Conroy Ryder, 8. hrabia Harrowby

Najstarszy syn 8. hrabiego Harrowby: Hugo Ryder, wicehrabia Sandon